# نویبورگ (مکلنبورگ-فورپومرن)
نویبورگ (به آلمانی: Neuburg) یک شهر در آلمان است که در نوردوست‌مکلنبورگ واقع شده‌است. نویبورگ ۲٬۱۲۸ نفر جمعیت دارد.